# Khan Noonien Singh
Khan Noonien Singh, comumente chamado simplesmente de Khan, é um vilão do universo ficcional de Star Trek. De acordo com a história dada na primeira aparição do personagem, o episódio "Space Seed" de Star Trek: The Original Series, Khan é um superhumano melhorado geneticamente, que uma vez controlou mais de um quarto da Terra durante as Guerras Eugênicas na década de 1990. Depois de ser revivido em 2267 pela tripulação da USS Enterprise, Khan tenta controlar a nave estelar, porém é frustrado por James T. Kirk e exilado em Ceti Alpha V para criar uma nova civilização com seu povo. O personagem retorno no filme Star Trek II: The Wrath of Khan, de 1982, se passando quinze anos depois dos eventos de "Space Seed", onde Khan escapa de seu exílio e sai para procurar vingança contra Kirk. O personagem foi interpretado por Ricardo Montalbán tanto no episódio de televisão quanto no filme.
Khan aparece pela primeira vez como um indiano que é tanto admirado quanto injuriado pela tripulação da Enterprise. Harve Bennett, produtor executivo de The Wrath of Khan, escolheu o personagem como vilão do filme. Para refletir o tempo passado preso no planeta, Khan recebeu um figurino que parecia ter sido feito pela junção de vários itens, além do objetivo de mostrar o físico de Montalbán. O personagem foi recebido de forma muito positiva pelos críticos e pelos fãs; Khan foi votado como um dos maiores vilões de todos os tempos pela Online Film Critics Society.

## Aparições

### "Space Seed"
Khan faz sua primeira aparição em Star Trek no vigésimo terceiro episódio da primeira temporada do programa, "Space Seed", que foi ao ar pela primeira vez em 16 de fevereiro de 1967. De acordo com a história revelada no episódio, Khan pertence a um grupo de superhumanos geneticamente modificados, criados para serem livres das limitações mentais e físicas dos humanos normais, que foram removidos do poder depois das Guerras Eugênicas na década de 1990. Khan foi tanto o conquistador mais bem sucedido do grupo quanto o mais benigno, governando mais de um quarto da Terra, uma área indo da Ásia até o Oriente Médio, de 1992 até 1996 com uma mão firme mas pacífica até ser deposto. Apesar da maioria dos superhumanos ter sido morta ou sentenciada a morte, Khan e outros 84 fugiram da Terra na nave dormitório SS Botany Bay. Congelados criogenicamente em animação suspensa, a tripulação da Botany Bay foi descoberta pela USS Enterprise em 2267.
Quando a câmara de sono de Khan entra em problemas, ele é transportado para a Enterprise, onde ele acorda e descobre estar no século XXIII. Recebendo espaçosos aposentos enquanto a Botany Bay é rebocada para uma base estelar, Khan fascina e encanta a historiadora da nave, Marla McGivers, enquanto usa seu acesso aos manuais técnicos da nave para aprender como dominar e operar a Enterprise. McGivers concorda em ajudar Khan a reviver os outros superhumanos, permitindo que ele organize um motim. Para coagir a tripulação da Enteprise em ajudá-lo, Khan coloca o Capitão James T. Kirk na câmara de descompressão da nave e ameaça matá-lo se a tripulação não cooperar. McGivers não suporta ficar parada enquanto seu Capitão é morto e liberta Kirk, que neutraliza os homens de Khan usando um "gás neural". Khan vai para a engenharia da nave para ativar a auto-destruição, porém acaba sendo incapacitado por Kirk. Kirk realiza uma audiência, sentenciando Khan e seus seguidores ao exílio em um planeta não colonizado, Ceti Alpha V. Khan aceita o desafio—envocando a queda de Lúcifer em Paraíso Perdido, de John Milton—e McGivers se junta a ele ao invés de enfrentar uma corte marcial. Spock se pergunta como será a "semente" que Kirk plantou em um século.

### Star Trek II: The Wrath of Khan
Khan retorna no filme de 1982 Star Trek II: The Wrath of Khan, quando os oficiais Clark Terrell e Pavel Chekov da USS Reliant são transportados para a superfície do que eles acreditam ser Ceti Alpha VI, procurando um inóspito planeta para servir de local de teste para o Dispositivo Gênesis, uma poderosa ferramenta de terraformação. Seus seguidores capturam Terrell e Chekov, e Khan explica que a terra desértica e estéril que eles habitam é Ceti Alpha V. O sexto planeta do sistema explodiu pouco depois de Khan e seus seguidores terem sido exílados, causando enormes mudanças no clima. O planeta ficou desértico, e muito dos sobreviventes (incluindo McGivers, que havia se tornado sua esposa) foram mortos pela única forma de vida sobrevivente do planeta, a enguia de Ceti. Quando a Reliant chega em Ceti Alpha V, apenas vinte dos seguidores de Khan ainda estão vivos. Jurando vingança contra Kirk, Khan controla Terrell e Chekov usando as enguias de Ceti implantadas em seus cérebros, deixando-os vulneráveis a sugestões. Khan então toma controle da Reliant, com a intenção de adquirir o Dispositivo Gênesis e se vingar de Kirk por se exílio.
Atraído por Khan até a estação espacial Regula I, a Enterprise cai no ataque surpresa da Reliant. Kirk, com sua nave avariada, engana Khan ao usar um código especial para remotamente abaixar os escudos da Reliant e infligir danos significantes a nave. Khan é forçado a recuar e realizar reparos. Usando Terrell e Chekov como espiões, Khan captura o Dispositivo Gênesis e deixa Kirk preso em Regula I. Entretanto, ele é enganado por Spock, achando que a Enterprise mal consgue se mover. Khan é surpreendido quando Kirk e a Enterprise escapam para a Nebulosa de Mutara. Instigado a seguir Kirk, Khan leva a Reliant para dentro da nebulosa, onde os escudos e os visuais são inoperantes. Devido a sua inexperiência em combates tridimensionais, a Enterprise desabilita a Reliant e mata seus seguidores. Recusando-se a aceitar a derrota, Khan ativa o Dispositivo Gênesis com a intenção de matar seu inimigo junto com ele próprio. Khan acredita ter condenado Kirk antes de morrer, porém Spock, em um ato de auto-sacrifício, se expõe a radiações mortais para poder consertar o motor de dobra da Enterprise, permitindo que ela escape da explosão.

### Star Trek Into Darkness

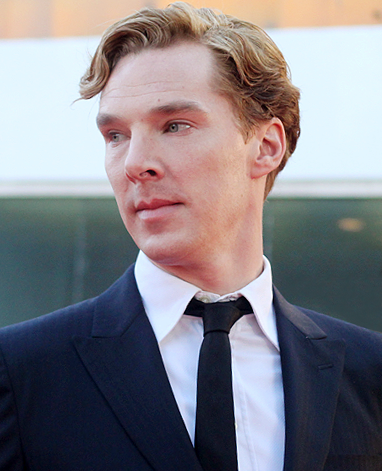
O ator Benedict Cumberbatch interpretou Khan no filme Além da Escuridão - Star Trek.

Khan aparece no filme Star Trek Into Darkness, desta vez interpretado pelo britânico Benedict Cumberbatch, na reimaginação da série por J. J. Abrams.

### Livros
O autor Greg Cox já escreveu três livros de Star Trek contendo Khan. Os livros foram publicados e licenciados pela Pocket Books, apesar do assunto em questão não entrar no cânone oficial da franquia. O dois volumes The Eugenics Wars: The Rise and Fall of Khan Noonien Singh, Khan e seus seguidores são colocados na Botany Bay por Gary Seven como parte de um acordo para parar suas maquinações na Terra. A sequência, To Reign in Hell: The Exile of Khan Noonien Singh, de 2005, relata o que aconteceu com Khan e seus seguidores entre os eventos de "Space Seed" e The Wrath of Khan.

## Aparência e análise
No tratamento original do enredo de Carey Wilber para "Space Seed", o personagem de Khan era um super-homem nórdico chamado Harold Erricsen. O primeiro rascunho do roteiro introduzia o personagem como John Erricsen—que é revelado ser um homem envolvido na "Primeira Tirania do Mundo", chamado Ragnar Thorwald. O personagem de Thorwald era muito mais brutal do que Khan na versão final, matando guardas usando um faser. No rascunho final, Khan é descendente de indianos. O sotaque latino do personagem e sua aparência superhumana o diferencia muito da grande maioria dos personagens de Star Trek. Em "Space Seed", Khan é apresentado como possuindo várias características positivas: ele é gracioso, sorri, é destemido e generoso. Ele não é ameaçado pelo sucesso dos outros, e encoraja a auto-estima. Ele também é ambicioso, desejando um desafio que corresponda com suas habilidades. Essa ambição, entretanto, não é moderada por qualquer consideração aos outros. O autor Paul Cantor alega que Khan é uma imagem espelhada de Kirk, compartilhando suas agressividade, ambição e até sua tendência de conquistador, porém possuindo tais características em um grau muito mais elevado. Durante o episódio, vários personagens expressam sua admiração por ele, enquanto se opõe a seus planos e ao que ele defende ao mesmo tempo.
Depois da recepção desapontadora do primeiro filme da franquia, Star Trek: The Motion Picture, os executivos de Paramount Pictures colocaram Harve Bennett, um produtor de televisão que nunca havia assistido Star Trek, para ser o produtor executivo da sequência. Bennett assistiu todos os episódios originais e escolheu Khan de "Space Seed" como um possível vilão para o filme. Os primeiros rascunhos do roteiro tinham Khan como um sombrio tirano liderando um planeta em revolta; rascunhos posteriores adicionaram o "Dispositivo Gênesis" que ele iria roubar.
O figurinista Robert Fletcher queria enfatizar os efeitos do ambiente hostil em Khan e seus seguidores. "Minha intenção com Khan era expressar o fato que eles foram abandonados em um planeta com nenhuma infraestrutura técnica, então eles tinham de canibalizar a nave espacial para o que eles precisavam usar e vestir. Dessa forma, eu tentei fazer parecer que eles haviam se vestido com peças de estofamento e equipamentos elétricos que compunham a nave", disse ele. O diretor Nicholas Meyer disse para Montalbán manter a luva direita na mão durante todo o filme, com o objetivo de dar aos espectadores um enigma para eles formarem suas próprias respostas e criar um mistério para o personagem. Meyer frequentemente é perguntado se Montalbán usou próteses no peito para suas cenas, já que seu uniforme foi desenhado propositalmente com a frente aberta. Meyer respondeu nos comentários em áudio do filme que Montalbán (com 61 anos de idade na época das filmagens) é "um cara muito forte", e que nenhuma prótese foi aplicada para aumentar o tamanho do ator.
Em nenhum ponto durante The Wrath of Khan, Kirk e Khan se enfrentam cara a cara; eles se comunicam um com o outro apenas através de comunicadores e de telas. Isso ocorreu em parte porque o cenário da ponte da Reliant era uma modificação da ponte da Enterprise, e as cenas com os dois atores foram filmadas com meses de diferença. Montalbán recitou suas falas com o supervisor de roteiros ao invés de William Shatner.
Montalbán disse em entrevistas promocionais para o filme que, desde cedo em sua carreira, ele percebeu que bons vilões nunca se veem como perversos. O vilão pode fazer coisas perversas, porém ele acha que as está fazendo pelas razões corretas. Montalbán também afirmou que ele sempre tenta achar uma falha em algum personagem, já que ninguém é completamente bom ou mau; apesar de Khan ter uma visão distorcida da realidade e, dessa forma, realiza atos perversos, mesmo assim ele achou que sua vingança era algo nobre devido a morte de sua esposa. Khan cita o personagem Ahab de Moby Dick pelo filme, dirigindo o seu desejo de fazer Kirk pagar pelos erros que ele tem infligido sobre ele.

### Como homem superior
Superficialmente, é acreditado que Khan possui algumas semelhanças ao conceito de "Übermensch" (Superhomem), de Friedrich Nietzsche. Khan é superior mentalmente e fisicamente a qualquer humano normal. No episódio "Borderland", de Star Trek: Enterprise, Malik, o líder de um grupo de superhomens criados pela mesma engenharia genética que Khan, cita Nietzsche, dizendo a Jonathan Archer que a "Humanidade é algo para ser superada". O Professor William J. Devlin e o coautor Shai Biderman examinaram o personagem de Khan comparando ao Übermensch, descobrindo que sua perseguição cega por vingança é contra os ideais de transcendência e auto-criação de uma vida significativa de Nietzsche. Ao invés disso, os autores oferecem o sacrifício de Spock em The Wrath of Khan como um melhor exemplo do Übermensch.